# Lamprotornis violacior
Lamprotornis violacior, "cuneneglansstare", är en fågelart i familjen starar inom ordningen tättingar. Den betraktas oftast som underart till mevesglansstare (Lamprotornis mevesii), men urskiljs sedan 2016 som egen art av Birdlife International och IUCN.
Taxonet förekommer i norra Namibia och sydvästra Angola. Den kategoriseras av IUCN som livskraftig.